# Жадейки (Дятловский район)
Жаде́йки (бел. Жадзейкі) — деревня в Вензовецком сельсовете Дятловского района Гродненской области Белоруссии. По переписи населения 2009 года в Жадейках проживало 5 человек. Площадь сельского населённого пункта составляет 13,91 га, протяжённость границ — 3,80 км.

## География
Жадейки расположены в 6 км на юго-запад от Дятлово, 138 км от Гродно, 18 км от железнодорожной станции Новоельня.

## История
В 1897 году Жадейки — деревня в Роготненской волости Слонимского уезда Гродненской губернии (17 домов, 111 жителей). В 1905 году — 128 жителей.
В 1921—1939 годах Жадейки находились в составе межвоенной Польской Республики. В сентябре 1939 года Жадейки вошли в состав БССР.
В 1996 году Жадейки входили в состав колхоза «Красный Октябрь». В деревне имелось 10 хозяйств, проживало 17 человек.